# Swiss Indoors 2017
Swiss Indoors 2017 byl tenisový turnaj pořádaný jako součást mužského okruhu ATP World Tour, který se hrál na krytých dvorcích s tvrdým povrchem arény St. Jakobshalle. Konal se mezi 23. až 29. říjnem 2017 ve švýcarské Basileji jako čtyřicátý osmý ročník turnaje.
Turnaj s celkovým rozpočtem 2 109 285 eur patřil do kategorie ATP World Tour 500. Nejvýše nasazeným hráčem ve dvouhře se stal druhý tenista světa Roger Federer ze Švýcarska. Jako poslední přímý účastník do hlavní singlové soutěže nastoupil 60. americký hráč žebříčku ATP Donald Young.
Rekordní osmou trofej z basilejského turnaje si odvezl Roger Federer, jenž se devadesátým pátým kariérním titulem na okruhu ATP Tour osamostatnil v počtu turnajových vítězství na 2. místě otevřené éry. Druhý společný deblový titul si připsali členové chorvatsko-španělského páru Ivan Dodig a Marcel Granollers, jenž trofej obhájil.

## Distribuce bodů a finančních odměn

### Distribuce bodů
| Soutěž  | vítězové | finalisté | semifinalisté | čtvrtfinalisté | 16 v kole | 32 v kole | Q  | Q2 | Q1 |
| ------- | -------- | --------- | ------------- | -------------- | --------- | --------- | -- | -- | -- |
| dvouhra | 500      | 300       | 180           | 90             | 45        | 0         | 20 | 10 | 0  |
| čtyřhra | 500      | 300       | 180           | 90             | 0         | —         | —  | —  | —  |

### Finanční odměny
| Soutěž                                      | vítězové | finalisté | semifinalisté | čtvrtfinalisté | 16 v kole | 32 v kole | Q2     | Q1     |
| ------------------------------------------- | -------- | --------- | ------------- | -------------- | --------- | --------- | ------ | ------ |
| dvouhra                                     | €395 850 | €194 070  | €97 650       | €49 665        | €25 790   | €13 600   | €3 010 | €1 535 |
| čtyřhra                                     | €119 190 | €58 350   | €29 270       | €15 020        | €7 770    | —         | —      | —      |
| v deblových soutěžích uváděna částka na pár |          |           |               |                |           |           |        |        |

## Dvouhra

### Nasazení hráčů
| Země                          | Hráč                  | ATP | Nasazení |
| ----------------------------- | --------------------- | --- | -------- |
| Švýcarsko                     | Roger Federer         | 2.  | 1.       |
| Chorvatsko                    | Marin Čilić           | 4.  | 2.       |
| Belgie                        | David Goffin          | 10. | 3.       |
| Argentina                     | Juan Martín del Potro | 19. | 4.       |
| USA                           | Jack Sock             | 21. | 5.       |
| Španělsko                     | Roberto Bautista Agut | 22. | 6.       |
| Francie                       | Adrian Mannarino      | 29. | 7.       |
| Německo                       | Mischa Zverev         | 30. | 8.       |
| Žebříček ATP k 16. říjnu 2017 |                       |     |          |

### Jiné formy účasti na turnaji
Následující hráči obdrželi divokou kartu do hlavní soutěže:
- Marco Chiudinelli
- Henri Laaksonen
- Frances Tiafoe

Následující hráč obdržel do hlavní soutěže zvláštní výjimku:
- Ruben Bemelmans

Následující hráči postoupili z kvalifikace:
- Julien Benneteau
- Márton Fucsovics
- Peter Gojowczyk
- Michail Kukuškin

Následující hráči postoupili do hlavní soutěže jako tzv. šťastní poražení:
- Florian Mayer
- Vasek Pospisil

### Odhlášení
před začátkem turnaje
- Aljaž Bedene → nahradil jej  Vasek Pospisil
- Nick Kyrgios → nahradil jej  Borna Ćorić
- Gilles Müller → nahradil jej  João Sousa
- Rafael Nadal → nahradil jej  Donald Young
- Fernando Verdasco → nahradil jej  Florian Mayer

### Skrečování
- Florian Mayer

## Čtyřhra

### Nasazení párů
| Země                                                                     | Hráč                 | Země      | Hráč                | ATP | Nasazení |
| ------------------------------------------------------------------------ | -------------------- | --------- | ------------------- | --- | -------- |
| Finsko                                                                   | Henri Kontinen       | Austrálie | John Peers          | 3.  | 1.       |
| Chorvatsko                                                               | Ivan Dodig           | Španělsko | Marcel Granollers   | 30. | 2.       |
| Jižní Afrika                                                             | Raven Klaasen        | USA       | Rajeev Ram          | 33. | 3.       |
| Kolumbie                                                                 | Juan Sebastián Cabal | Kolumbie  | Robert Farah Maksúd | 50. | 4.       |
| Žebříček ATP k 16. říjnu 2017; číslo je součtem umístění obou členů páru |                      |           |                     |     |          |

### Jiné formy účasti
Následující páry obdržely divokou kartu do hlavní soutěže:
- Marco Chiudinelli /  Luca Margaroli
- Marc-Andrea Hüsler /  Nenad Zimonjić

Následující pár postoupil z kvalifikace:
- Marcus Daniell /  Dominic Inglot

## Přehled finále

### Mužská dvouhra
- Roger Federer vs.  Juan Martín del Potro, 6–7(5–7), 6–4, 6–3

### Mužská čtyřhra
- Ivan Dodig /  Marcel Granollers vs.  Fabrice Martin /  Édouard Roger-Vasselin, 7–5, 7–6(8–6)